# کارزار بیرون

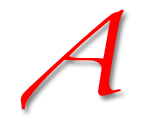

کمپین خروج یا کمپین خارج ایستادن (به انگلیسی: Out campaign) اظهار عمومی آزادی تفکر و خداناباوری است. این کمپین توسط ریچارد داوکینز که از خداناباوران بزرگ است راه اندازی شده‌است. هدف کمپین ایجاد تصویری مثبت از خداناباوری است بدین وسیله که خداناباوران خودشان را با حرف A قرمز رنگ به دیگران معرفی کنند. در جوامعی که علیه خداناباوری ایستادگی می‌شود نمایش حرف A قرمز به کسانی که جز این کمپین هستند جرئت بیرون آمدن از لاک خود، در ارتباط با دیگران شدن و بی‌پرده سخن گفتن را می‌دهد.
«جمعیت بزرگی از خداناباوران منزوی وجود دارند که نیاز به بیرون آمدن دارند.» ریچارد داوکینز 